# Jailto Bonfim
Jailto Bonfim, född 4 januari 1964, är en friidrottare från Brasilien. Han deltog vid olympiska sommarspelen 1988.